# پائولینا روبیو
پائولینا سوزانا روبیو دوسامنتز (زاده ۱۷ جون، ۱۹۷۱) که با نام پائولینا روبیو شناخته می‌شود، خواننده و بازیگر مکزیکی است. پنجمین آلبوم روبیو که در سال ۲۰۰۰ با نام " Paulina" منتشر شد در سطخ جهان نزدیک به ۲ میلیون نسخه فروش داشت. همچنین روبیو مقام هفتمین خواننده پاپ لاتین را مجله بیلبورد بدست آورد.
موفق‌ترین آهنگ وی با نام "Don't Say Goodbye" از ششمین آلبومش با نام "Border Girl" که در سال ۲۰۰۲ منتشر شد مقام اول را در رادیو آمریکا، مکزیک، کلمبیا، اسپانیا و آرژانتین را بدست آورد. همچنین روبیو در پنجاه و دومین مراسم گرمی برنده بهترین آلبوم پاپ لاتین سال شد.

## آلبوم‌ها
- ۱۹۹۲: La Chica Dorada
- ۱۹۹۳: ۲۴ Kilates
- ۱۹۹۵: "El Tiempo Es Oro"
- ۱۹۹۶: Planeta Paulina
- ۲۰۰۰: Paulina
- ۲۰۰۲: Border Girl
- ۲۰۰۴: "Pau-Latina"
- ۲۰۰۶: Ananda
- ۲۰۰۹: Gran City Pop

Brava! (۲۰۱۱)*
Deseo (2018)*